# Maré (Rio de Janeiro)
Pour les articles homonymes, voir Maré (homonymie).
Pour l’article ayant un titre homophone, voir Marée.
Cet article possède un paronyme, voir marais.
Maré est un quartier et une favela du nord-Ramos de Rio de Janeiro au Brésil créé le 12 août 1988.
Le Piscinão de Ramos est une zone de loisirs qui consiste en une plage artificielle de sable autour d'une piscine publique d'eau salée.

## Loisirs
- Piscinão de Ramos